# Natprirodno
Natprirodno, nadnaravno ili vrhunaravno, ono je što nije u skladu sa spoznajama o zakonitostima prirode, ili sve ono što postoji iznad i izvan prirode/prostorvremena, što ih nadilazi. U popularnoj kulturi, filmovima i beletristici, nadnaravno je neprecizno i netočno često povezano s paranormalnim i okultnim, što se bitno razlikuje od tradicijskoga poimanja nadnaravnog u abrahamskim religijama, u kojimu se čuda (uskrsnuće, hod po vodi, bezgrješno zaćeće, ozdravljenje bolesnih) smatraju zemaljskim iskazima nadnaravnoga, Božjega djelovanja.
Racionalizam, egzistencijalizam, postmodernizam primjeri su filozofskih pravaca koji odbacuju nadnaravno, ili ga vezuju uz paranormalno (parapsihološko).

## Umjetnost
Nadnaravno je sastavni dio čovjekove duhovnosti, religioznosti, mitologije i kulture. Stoga se od početka čovjekova stvaralaštva pojavljuje kao njegov motiv i tema.  
U književnosti, najraniji primjeri su epovi i djela proizašla iz usmene predaje (legende, sage). Antička i srednjovjekovna književnost obiluje nadnaravnim sadržajem i motivacijom. Klasicizam se nadahnjivao antičkom (grčkom i rimskom) mitologijom, barok katoličanstvom. Veći prodor nadnaravnoga pod okriljem mitološkoga u novovjekovnoj književnosti počinje Shelleyinim anonimnim objavljivanjem Frankensteina ili modernog Prometeja. Osamdeset godina kasnije, 1897. godine Bram Stoker objavljuje Drakulu. U romantizmu dolazi do uključivanja elemenata narodnih (predkršćanskih) mitologija (slavenske, nordijske), ali i istočnjačkih koncepata i motiva (orijentalizam).

## Popularna kultura
Filmovi, televizijske serije, stripovi i ini mediji popularne kulture često tematiziraju nadnaravno, najčešće s mitološkoga motrišta i u žanru fantastike, prikazujući izmišljene živote  različitih mitoloških, ujedno i nadnaravnih bića (vampira, vukodlaka, vila i inih), gotovo uvijek pridavanjem ljudskih osobina.
Novi val u tematizaciji nadnaravnoga pokreće popularnost serijala knjiga i na njima temeljenih filmova o Harryju Potteru. Dolazi do razvojna zasebnih žanrova, popularnih među mlađim čitateljstvom/gledateljstvom, koji se prema omiljenim likovima i djelima okupljaju u skupine obožavatelja (eng. fanbase). Velik zamah popularizaciji daju ekranizacije, filmovi i televizijske serije, poput Sumraka i Vampirskih dnevnika. 